# 페트라 슈미트샬러
페트라 슈미트샬러(Petra Schmidt-Schaller, 1980년 8월 28일 ~ )는 독일의 배우이다.

## 출연 작품
- 더 파이널 저니 (2017)
- 어 굿 마더 (2017)
- 어 맨 언더 서스픽션 (2016)
- 스테레오 (2014)
- 착한 이웃 (2011)
- 더 다크 네스트 (2011)
- 나의 가족 나의 도시 (2011)
- 언노운 (2011)
- 씨울프 (2008)
- 나이트 비포 아이즈 (2008)
- 런어웨이 호스 (2007)